# Arthur Robert Hinks
Arthur Robert Hinks (Londra, 26 maggio 1873 – Royston, 14 aprile 1945) è stato un astronomo e geografo britannico.

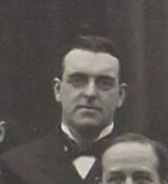
Arthur Robert Hinks (1913)

Quale astronomo, è noto principalmente per il suo impegno tra il 1900 ed il 1909 nel determinare la distanza del Sole dalla Terra (l'unità astronomica), per il quale ha ricevuto la Medaglia d'Oro della Royal Astronomical Society ed è stato eletto membro della Royal Society. Nella sua carriera successiva si interessò di topografia e cartografia.

## Biografia

### Formazione e primi anni
Arthur Hinks frequentò la Whitgift School a Londra ed il Trinity College a Cambridge, dove conseguì il Bachelor of Arts nel 1892.
Tre anni dopo, nel 1895 assunse l'incarico di assistente presso l'Osservatorio di Cambridge, promosso assistente anziano nel 1903. Nello stesso anno, frequentò un corso in rilevamento (surveying) presso la Scuola di ingegneria militare (Royal School of Military Engineering) a Chatham nel Kent. All'epoca, nel Regno Unito non era istituito il servizio di leva obbligatorio ed è possibile che cercasse opportunità per aumentare il proprio tenore di vita. Nel 1903, infatti, nacque uno dei suoi due figli, Roger, dal matrimonio con Lily Mary Packman, che aveva spostato nel 1898.
Eletto membro Royal Astronomical Society nel 1898, partecipò alle attività del consiglio dal 1903 al 1913: dal 1909 al 1912 in qualità di segretario e, successivamente, come vicepresidente.

### Misura della parallasse solare
Sebbene Hinks avesse originariamente intenzione di misurare la parallasse stellare e avesse prodotto un ambizioso piano di lavoro con Henry Norris Russell (che metterà in atto nel 1902), gli si presentò un'opportunità ancor più importante nel 1898, con la scoperta dell'asteroide 433 Eros. Divenne subito manifesto, infatti, che l'oggetto era un asteroide near-Earth che si sarebbe avvicinato alla Terra tra la fine del 1900 e l'inizio del 1901. Il massimo avvicinamento fu di circa 48 milioni di chilometri, circa 125 volte la distanza tra la Terra e la Luna. Ciò permise di misurare la parallasse dell'asteroide con elevata precisione e quindi determinare analiticamente la parallasse solare, ovvero, equivalentemente, la distanza del Sole dalla Terra (indicata come unità astronomica).
In tale occasione fu lanciata una campagna internazionale sotto la supervisione di Maurice Loewy, allora direttore dell'Osservatorio di Parigi, volta ad ottenere osservazioni accurate di Eros. Hinks vi prese parte fin dall'inizio e fu responsabile delle osservazioni condotte dall'Osservatorio di Cambridge. In totale furono coinvolti non meno di 58 osservatori. Hinks trascorse tre mesi ad osservare Eros dal tramonto all'alba nel periodo tra la fine del 1900 e l'inizio del 1901, o, piuttosto, a cercare di osservare Eros, dal momento che il tempo risultò particolarmente umido quell'inverno e Hinks ebbe sono una mezza dozzina di notti senza nubi. Tuttavia, grazie al fatto che stava utilizzando un telescopio fotografico, poté ottenere circa 500 immagini - se avesse utilizzato tecniche tradizionali avrebbe ottenuto risultati assai meno conclusivi.
Hinks pubblicò i risultati di Cambridge nel novembre del 1901, tuttavia ciò era solo un ulteriore tassello verso il raggiungimento del risultato finale. Infatti, i risultati delle osservazioni dei singoli osservatori partecipanti all'iniziativa avrebbero dovuto essere raccolti ed analizzati, compito che inizialmente ricadde su Loewy, a Parigi. Un ulteriore problema era rappresentato dal fatto che non era chiaro come trattare le differenti incertezze di misura, dal momento che i vari osservatori avevano utilizzato metodi differenti per determinare la posizione di Eros. Hinks partecipò anche a questo lavoro, pubblicando un confronto tra i risultati di Cambridge e quelli di due osservatori statunitensi, l'Osservatorio Lick in California e l'Osservatorio Goodsell nel Minnesota. Hinks tuttavia iniziò a preoccuparsi dell'errore sistematico presente in diversi risultati, e nel 1904 pubblicò i propri risultati per il calcolo della parallasse solare, basati su osservazioni fotografiche di nove osservatori.
Hinks proseguì il suo lavoro sul problema quale segretario della Royal Astronomical Society, incarico che mantenne dal 1903 al 1913. Nel 1909 dichiarò che la determinazione della parallasse solare occupò la maggior parte del suo tempo durante la sua permanenza all'Osservatorio di Cambridge, nonostante avesse pubblicato nel frattempo anche altri lavori. Quando Loewy morì all'improvviso nel 1907, all'età di 74 anni, Hinks si assunse l'incarico di completare il suo lavoro e pubblicare i dati definitivi. Ciò avvenne nel 1909. Hinks determinò che la parallasse solare era di 8,807 ± 0,0027 arcsecondi, di poco superiore al valore di 8,80 arcsecondi che Newcomb aveva calcolato e che era stato internazionalmente accettato dal 1896.
Come ulteriore risultato, Hinks riuscì inoltre a fornire un valore del rapporto tra la massa della Luna e quella della Terra, indicato in 81,53 ± 0,047.

### Lavori successivi
Hinks aveva ottenuto il suo primo incarico accademico nel 1908, un lettorato in rilevamento e cartografia alla Scuola di Geografia (School of Geography) di Cambridge - parte dell'Università di Cambridge come anche l'Osservatorio - finanziata dalla Royal Geographical Society (RGS). Nel 1911 fu eletto membro della RGS, divenendo assistente del segretario nel 1912-1913 e segretario, dopo John Scott Keltie, nel 1915. In tale ruolo, agì anche da direttore del Geographical Journal. Mantenne entrambi gli incarichi fino alla sua morte, nel 1945.
Nel 1914 si dimise dall'Osservatorio di Cambridge, quando fu scavalcato nella direzione dell'istituto dal più giovane Arthur Eddington (1882–1944), un brillante matematico e uno dei primi astrofisici. Hinks si lamentò dicendo:
(Arthur Hinks citato da Jeffrey Crelinsten, p. 22, 2006)
Durante la prima guerra mondiale, redasse mappe e svolse altri incarichi in ambito geografico per lo Stato maggiore britannico (impegno per il quale ricevette nel 1920 l'Ordine dell'Impero Britannico). Fornì inoltre rapporti sui trattati di confine conseguiti alla guerra e sull'attuazione del Trattato di Versailles, in particolare riguardo al plebiscito dell'Alta Slesia.
Dopo la guerra, in una lettera a William Wallace Campbell del 1919, Hinks scrisse di sentirsi fuori posto nella nuova astronomia dominata dalla Relatività generale:
(Arthur Hinks in una lettera a William Wallace Campbell, citata da Jeffrey Crelinsten, p. 132, 2006)
Fu coinvolto nell'organizzazione della spedizione per l'osservazione dell'eclissi solare del maggio 1919 dall'isola di Príncipe, in prossimità della costa occidentale dell'Africa, e da Sobral in Brasile, durante la quale Eddington fornì una delle prime prove della teoria della relatività generale.
Nel suo incarico più controverso, Hink è stato segretario del Comitato per la scalata del Monte Everest (Mount Everest Committee), un'entità congiunta della RGS e dell'Alpine Club. Una prima spedizione di ricognizione condotta nel 1921 suggerì una via dal lato tibetano e l'anno seguente fu inviata una seconda spedizione che tentò di raggiungere la vetta. La spedizione non ebbe successo, nonostante tre tentativi. Nel secondo tentativo di raggiungere la vetta George Finch e il capitano Geoffrey Bruce stabilirono un nuovo record di altitudine, raggiungendo gli 8326 metri. Durante il terzo (guidato da George Mallory), tuttavia, una valanga uccise sette portatori sherpa.
Una terza spedizione fu organizzata nel 1924. Tuttavia Hinks pose il veto alla partecipazione di Finch alla spedizione, nonostante il record di altitudine che questi aveva stabilito in quella subito precedente, ufficialmente perché era divorziato ed aveva accettato denaro per delle conferenze. La vera ragione che lo mosse era, tuttavia, che Finch era australiano; Hinks era determinato a far sì che il primo a raggiungere la vetta fosse un inglese. Mallory (che pure aveva ricevuto denaro per delle conferenze sulla spedizione del 1922) inizialmente si rifiutò di partecipare alla nuova spedizione senza Finch, ma fu infine persuaso da membri della Famiglia reale, intervenuti su richiesta di Hinks. Mallory e Andrew Irvine perirono nel corso del terzo tentativo di raggiungere la vetta; ciò determinò la cessazione dei tentativi per diversi anni.
Hinks pubblicò due libri di testo sulla cartografia ed il rilevamento, Map Projections (1912) e Maps and Survey (1913). Dopo la guerra, fu coinvolto nello sviluppo dei segnali orari radiocontrollati e, più in generale, nella geodesia; entrambi molto affini all'astronomia.
Nel 1928 morì sua moglie Lily. Hinks morì nel 1945, a 72 anni.

## Onorificenze
- 1910: Premio Leconte dell'Académie des sciences[8]
- 1911: Membro della Royal Geographical Society (FRGS)[6][29]
- 1912: Medaglia d'Oro della Royal Astronomical Society[6][8]
- 1913: Membro della Royal Society (FRS)[3][6][8]
- 1913: Professore di astronomia presso il Gresham College di Londra, incarico che mantenne fino al 1941[20]
- 1920: Commendatore dell'Ordine dell'Impero Britannico (CBE)[8][20]
- 1938: Medaglia Victoria della Royal Geographical Society[6][8][20]
- 1943: Medaglia Geografica Cullum dell'American Geographical Society[8]
- 2003: L'Hinks Dorsum sull'asteroide 433 Eros è stato così nominato dall'Unione Astronomica Internazionale in suo onore[30]